# Aeroportul Mokhotlong
Aeroportul Mokhotlong (IATA: MKH, ICAO: FXMK) este un aeroport din Districtul Mokhotlong, Lesotho ce deservește zona Mokhotlong. A fost numit după zona deservită.
Situat la o altitudine de 2.195 m, aeroportul dispune de o singură pistă.